# 쩡푸

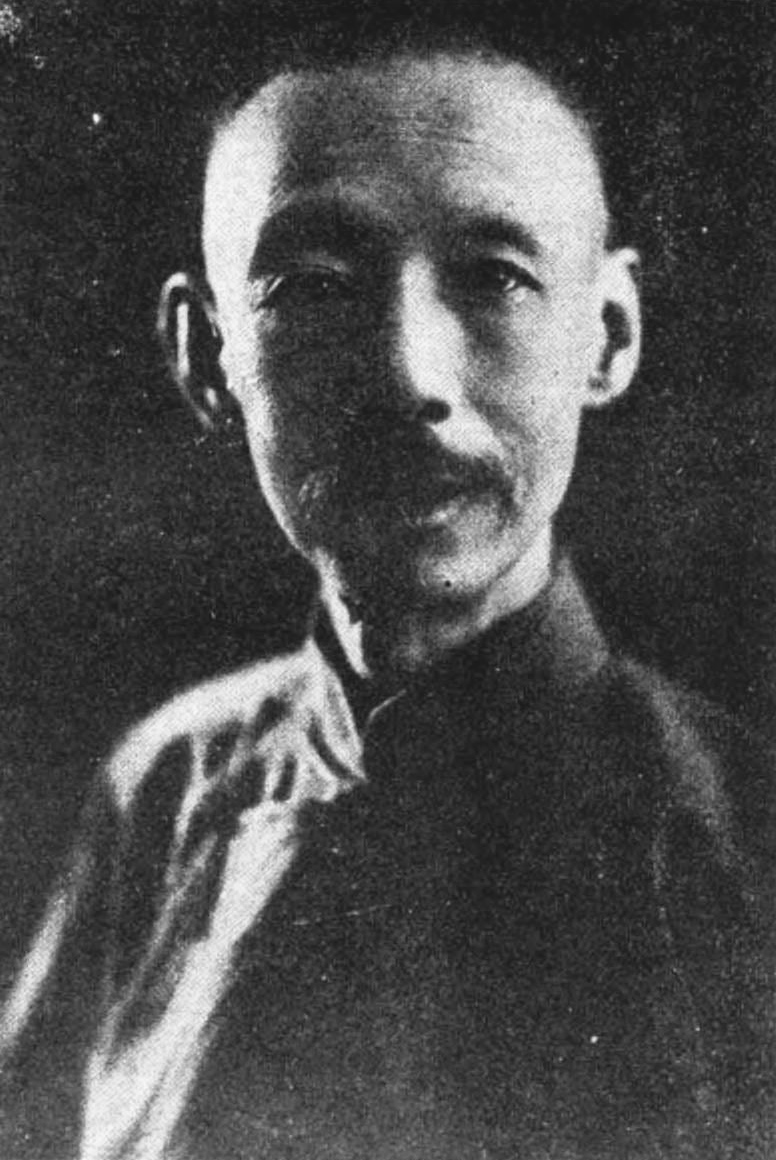
1928년 모습

쩡푸(曾樸), 1872년∼1935년)은 중국의 문학가이다.
1904년 상하이에서 소설림서사를 열었고, 1907년 1월에 잡지 ＜소설림＞을 창간했는데, ＜소설림＞은 사상적으로 공화 혁명을 지지했다. 1908년에 소설림서사를 닫았고, 이때부터 20여 년 동안은 행정과 정치에 종사했는데, 장쑤성의 의원으로부터 시작해서 관산처장·재정청장·정무청장 등을 역임했으며, 1926년 9월에 정무청장 직을 사임한 이후 문단으로 복귀했다. 그리하여 1927년 11월에 잡지 ＜진미선＞을 창간했는데, 1931년 7월에 진미선서점을 닫고 고향으로 돌아간 후로는 더 이상 저술 활동을 하지 못했으며, 1935년 6월에 삶을 마쳤다.
쩡푸는 청나라가 망하고 중화민국이 건국되는 격변기를 살았던 인물이며, 새로운 사상과 문화를 적극적으로 수용한 진보적 지식인이었다. 그는 자신의 문학 활동과 정치 활동을 통해 중국이 처한 위기 해소에 공헌하고자 애썼던 사람으로서, 그의 작품들에는 이러한 우국충정이 표현되어 있다. ≪얼해화≫ 이외에도 소설 ≪노남자≫, 희극 ≪설담몽원본≫, 그리고 다수의 불문학 관련 논문과 번역서를 남겼다. 그 외에도 시사(詩詞)·일기·서한 등의 구문학 작품도 많이 남겼다.